# Камеамеа III
Камеамеа III (11 августа 1813 — 15 декабря 1854; имя при рождении Кауикеаоули) — правитель Гавайского королевства с 1825 по 1854 год.

## Правление
Во время его правления Гавайи превратились из абсолютной монархии в христианскую конституционную монархию (конституция принималась в 1840 и 1852 годах). Его правление было самым долгим в истории Королевства и продолжалось в течение 29 лет и 192 дней, хотя в начале своего правления он был под регентством королевы Каахумани, а позднее Каахумани II. Его целью было осторожное балансирование в отношении модернизации страны, ведущее к принятию западного пути, при сохранении основ национальной культуры нетронутыми. При нём королевство было признано Францией, Британией и США.
Официальное известие о готовящемся нападении англо-французской эскадры на тихоокеанское побережье Российской империи на исходе мая 1854 года военный губернатор Камчатки и командир петропавловского военного порта генерал-майор Василий Завойко получил от генерального консула России в США. Правда, ещё в марте того же 1854 года американское китобойное судно доставило камчатскому военному губернатору дружественное письмо короля Гавайских островов. Король Камеамеа III предупреждал Завойко, что располагает достоверными сведениями о возможном нападении летом на Петропавловск англичан и французов.

## Наследники
У Камеамеа III было две дочери, но они умерли в младенческом возрасте.
Оставшись без наследников, король усыновил своих племянников. Двое из них впоследствии стали королями как Камеамеа IV и Камеамеа V.

## В филателии
Король изображён на почтовой марке Королевства Гавайев (1853) номиналом в 13 центов.

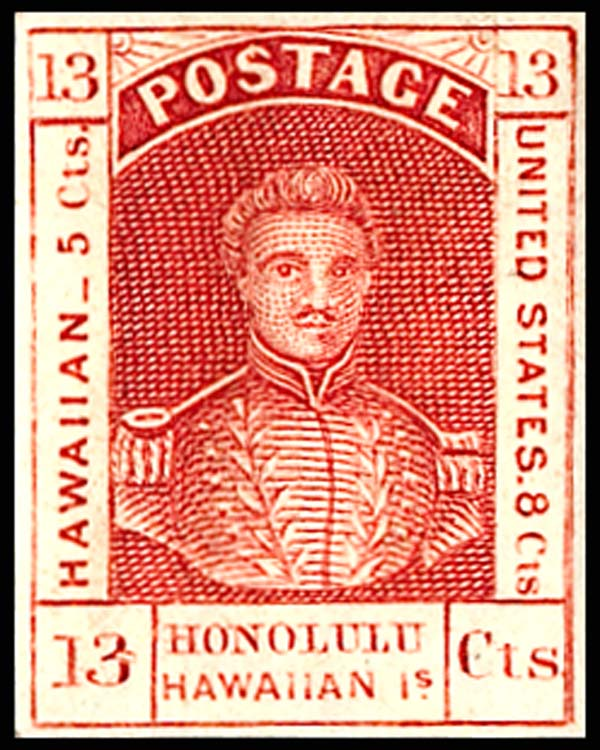
Ранняя марка Королевства Гавайи (1853): Камеамеа III  (Sc #6). Номинал (13 центов), согласно надписям, включал оплату гавайского почтового сбора в 5 центов и сбора в 8 центов за пересылку по США («Postage / Hawaiian — 5 Cts. / United States. 8 Cts»)